# Inachori
Inachori (griechisch Ιναχώρι (n. sg.)), offiziell bis 2006 Innachori (Ινναχώρι), ist ein Gemeindebezirk der Gemeinde Kissamos auf der Insel Kreta im Regionalbezirk Chania.
Der Name Inachori bedeutet „neun Dörfer“ und liegt in einem hügeligen Gebiet im Südwesten der Insel. Inachori ist durch das Gebirge stark zerklüftet und abgelegen. Bekannt ist es für seine Kastanien. Bei Touristen erfreut sich insbesondere der weiße Sandstrand und das warme, flache Wasser bei Elafonisi starker Beliebtheit. Auf dem Gebiet der Gemeinde liegt das Kloster Chrysoskalitissa.

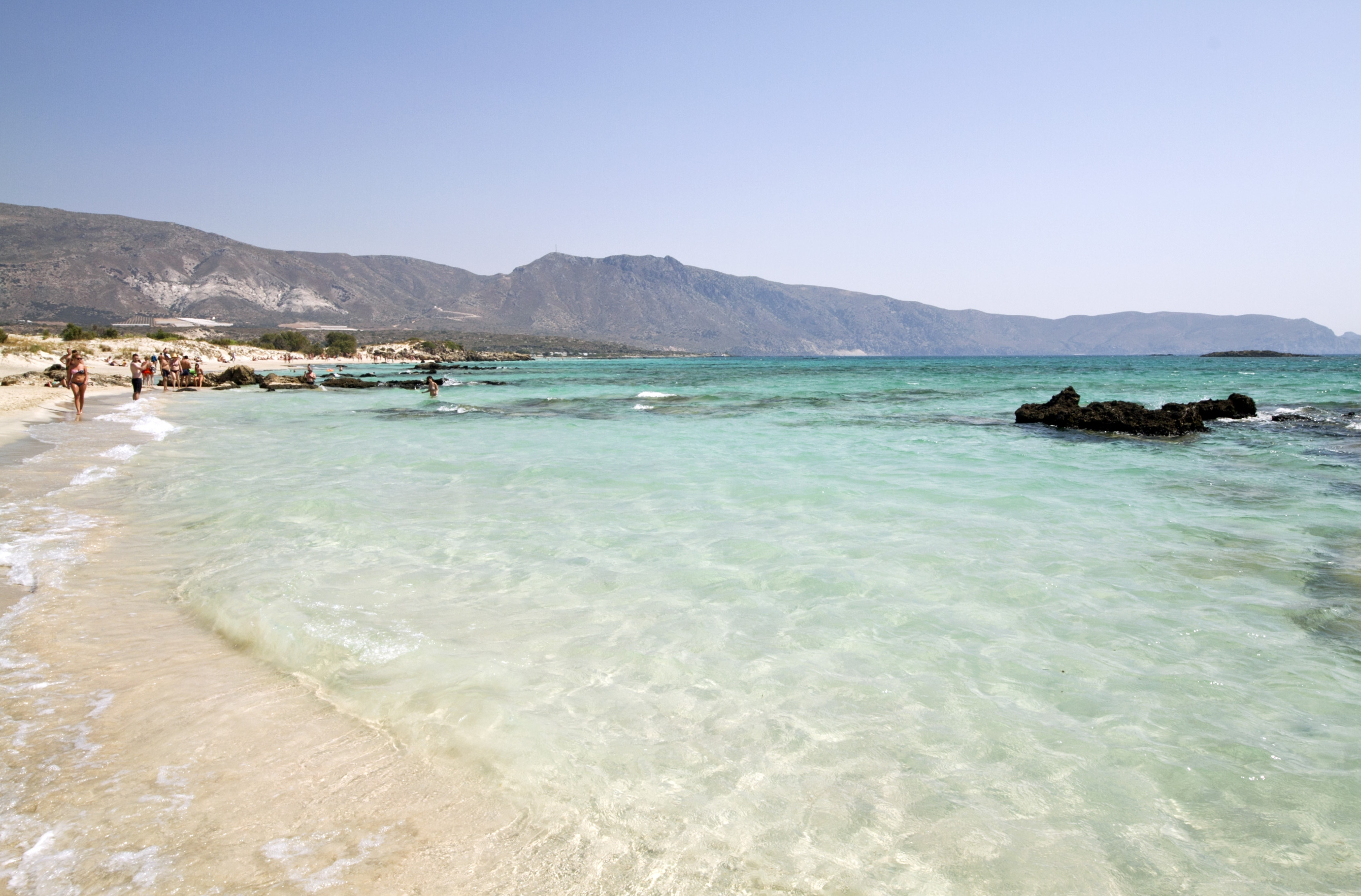
Elafonisi (Lafonisi Natural Reserve)
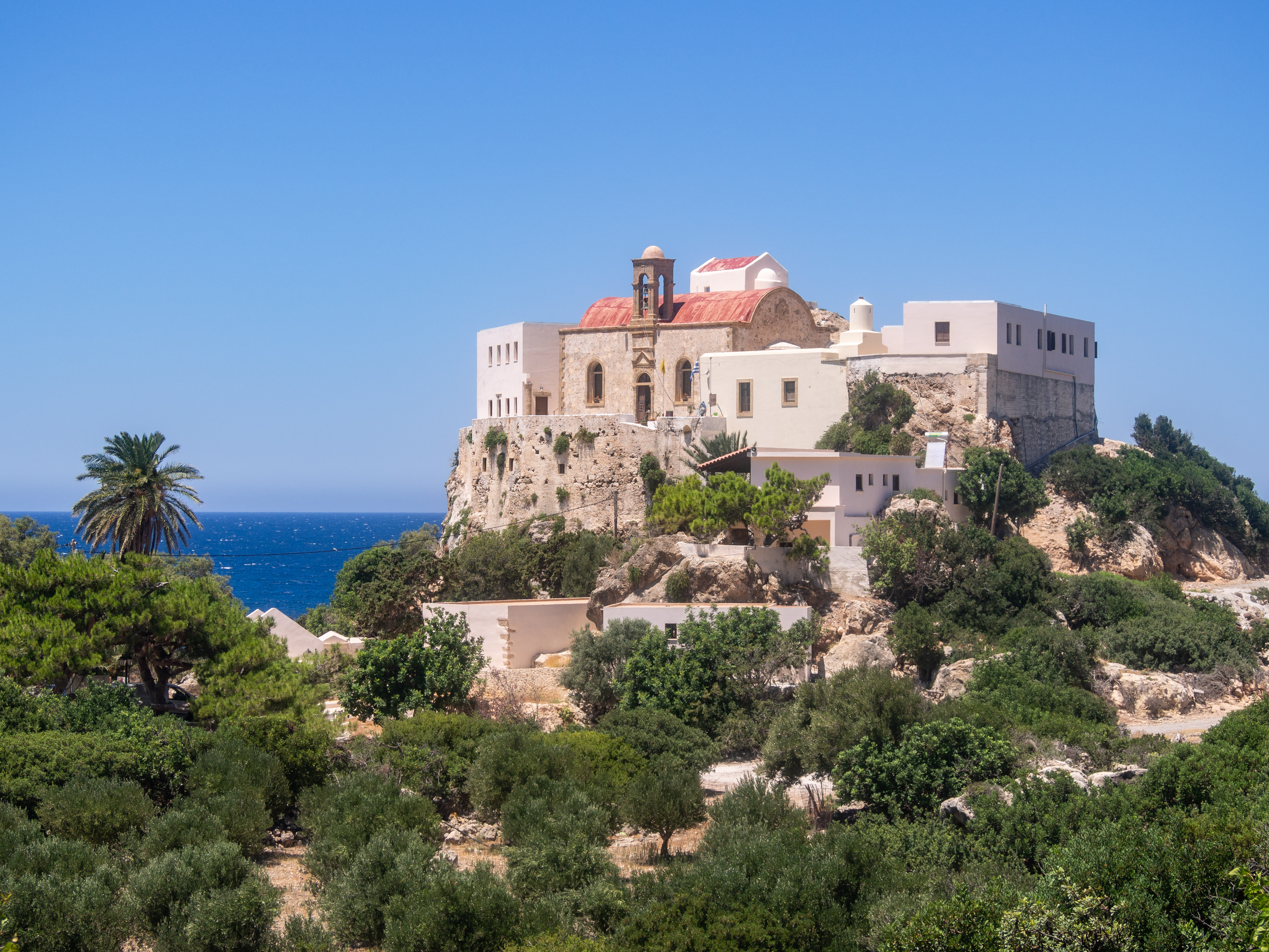
Kloster Chrysoskalitissa

## Verwaltungsgliederung
Anlässlich der Gebietsreform 1997 wurde aus dem Zusammenschluss von acht Landgemeinden die Gemeinde Innachori (Δήμος Ινναχωρίου Dímos Innachoríou) gegründet, Verwaltungssitz war Elos. Mit Präsidialdekret erfolgte 2006 die Umbenennung auf die korrekte Schreibweise Inachori. Im Rahmen des Kallikratis-Programms wurde sie zum 1. Januar 2011 mit den Gemeinden Mithimna und Kissamos zur neuen Gemeinde Kissamos zusammengelegt.
| Lokale Selbstverwaltung | griechischer Name                    | Code     | Fläche (km²) | Einwohner 2001 | Einwohner 2011 | Dörfer und Siedlungen                                |
| ----------------------- | ------------------------------------ | -------- | ------------ | -------------- | -------------- | ---------------------------------------------------- |
| Elos                    | Τοπική Κοινότητα Έλους               | 74050201 | 11,347       | 326            | 223            | Elos, Limni, Louchi                                  |
| Amygdokefali            | Τοπική Κοινότητα Αμυγδαλοκεφαλίου    | 74050202 | 10,685       | 156            | 112            | Amygdokefali, Keramoti, Livadia                      |
| Vathy                   | Τοπική Κοινότητα Βάθης               | 74050203 | 35,091       | 203            | 127            | Vathi, Moni Chrysoskalitissis, Plokamiana, Tzitzifia |
| Vlatos                  | Τοπική Κοινότητα Βλάτους             | 74050204 | 12,093       | 191            | 159            | Vlatos, Rogdia                                       |
| Kambos                  | Τοπική Κοινότητα Κάμπου              | 74050205 | 24,216       | 194            | 107            | Melissia, Berpathiana, Plagia                        |
| Kefali                  | Τοπική Κοινότητα Κεφαλίου            | 74050206 | 10,479       | 150            | 080            | Kefali, Aerinos, Theodoriana, Pappadiana, Felesiana  |
| Perivolia               | Τοπική Κοινότητα Περιβολίων Κισσάμου | 74050207 | 04,720       | 038            | 039            | Perivolia                                            |
| Strovles                | Τοπική Κοινότητα Στροβλών            | 74050208 | 27,954       | 185            | 065            | Strovles, Aligi                                      |
| Gesamt                  | Gesamt                               | 740502   | 136,585      | 1.443          | 912            |                                                      |